# Виктория Колева
Вижте пояснителната страница за други личности с името Виктория.
Виктория Николова Колева е българска актриса.
През 2004 г. получава награда „Икар“ за най-добра главна роля за ролята на Костанда в „Свекърва“ от Антон Страшимиров (режисьор Мариус Куркински). Виктория Колева печели първата си награда през 1988 г. – Наградата на Шумен за най-добра млада актриса. Има над 80 роли в различни театрални постановки. През 2010 г. участва в комедийното шоу „Пълна лудница“ по bTV в ролята на Афродита.
През октомври 2014 г. се качва отново на сцената на Театър 199 в спектакъла „Чинечита“ от Тиери Дебру.

## Филмография
- Гунди - Парушева
- Порталът (6-сер. тв, 2021) – (в серия: III)
- Скъпи наследници (тв сериал, 2017)
- Недадените (12-сер. тв, 2013) – Хана
- Морска сол (тв сериал, 2005) – Хазяйката